# Sięgniewa
Sięgniewa – żeński odpowiednik staropolskiego imię męskiego Sięgniew, złożonego z członu Wsze- ("wszystek, każdy, zawsze") w wersji nagłosowej Się-, oraz członu -gniew- ("gniew"). 